# Hilbert van der Duim
Hilbert van der Duim (* 4. srpna 1957 Beetsterzwaag) je bývalý nizozemský rychlobruslař a maratónský bruslař.
V letech 1976–1978 startoval na juniorských světových šampionátech, přičemž z MSJ 1977 si přivezl bronzovou medaili. V roce 1978 debutoval na seniorském mistrovství světa a Evropy. Startoval na Zimních olympijských hrách 1980, kde skončil čtvrtý na pětikilometrové trati a šestý na dvojnásobné distanci (další výsledky: 500 m – 28. místo, 1000 m – 21. místo, 1500 m – 11. místo). O několik týdnů později vyhrál Mistrovství světa ve víceboji a v následujícím roce si dobruslil pro stříbro na Mistrovství Evropy. V roce 1982 získal kontinentální bronz a druhou zlatou medaili z MS ve víceboji. O rok později nejprve zvítězil na Mistrovství Evropy a poté vybojoval bronz na sprinterském světovém šampionátu. Podruhé vyhrál Mistrovství Evropy v roce 1984. Na zimní olympiádě 1984 skončil nejlépe sedmý v závodech na 1000 m a 1500 m (dále byl devátý na 5000 m a desátý na 10 000 m). V letech 1984 a 1985 získal bronzové medaile na světových šampionátech ve víceboji. Po sezóně 1984/1985 ukončil svoji rychlobruslařskou kariéru a následně se do roku 1987, kdy měl autonehodu, věnoval maratónskému bruslení.